# Ghidra
Ghidra — бесплатный инструмент обратной разработки с открытым исходным кодом, разработанный АНБ.

## Описание
Программа представлена на конференции RSA в марте 2019 года; исходные коды были опубликованы месяцем позже на GitHub. Многие исследователи по информационной безопасности рассматривают Ghidra как конкурента IDA Pro. Программное обеспечение написано на Java с использованием библиотеки Swing для графического интерфейса. Компонент декомпилятора написан на C++.
Скрипты для автоматического анализа с помощью Ghidra могут быть написаны на Java или Python (через Jython), а поддержка других языков программирования доступна через плагины сообщества. Плагины, добавляющие новые функции в саму Ghidra, могут быть разработаны с использованием фреймворка расширений на основе Java.

## История
Существование Ghidra было впервые раскрыто общественности через Vault 7 в марте 2017 года, но само программное обеспечение оставалось недоступным до его рассекречивания и официального выпуска два года спустя. Некоторые комментарии в исходном коде указывают на то, что оно существовало ещё в 1999 году.